# Clavatula strebeli
Clavatula strebeli is een slakkensoort uit de familie van de Clavatulidae. De wetenschappelijke naam van de soort is voor het eerst geldig gepubliceerd in 1952 door Knudsen.